# Personnages de César Cascabel
César Cascabel est un roman de Jules Verne.

## Jean Cascabel

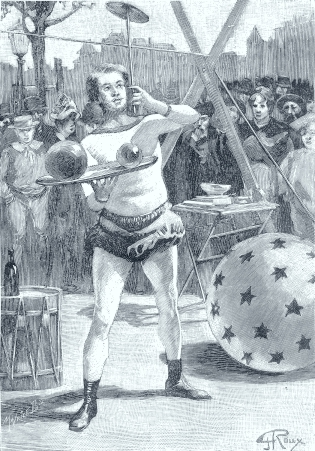
Jean Cascabel dans ses exercices de jonglage par George Roux.

Jean Cascabel, âgé de dix-neuf ans, est le fils de César et de Cornélia Cascabel. L'aîné de la fratrie, brun aux yeux bleus, est un garçon doux et pensif qui n'a guère d'attirance pour les métiers du cirque. Pour ne pas désobliger son père, il est devenu un jongleur émérite. Mais son caractère réservé le pousse vers les études. Il cherche toujours à s'instruire d'une manière ou d'une autre. Il se promet de quitter cet emploi dès son retour en France, mais très affectueux envers son père et sa mère, il n'en parle pas pour ne pas les peiner. Son prénom, César Cascabel n'y tenait pas trop, voulant le gratifier de celui d'un conquérant (il se rattrapera avec les deux autres, Alexandre et Napoléone). Mais Cornélia imposa ce nom de baptême, en souvenir d'un de ses grands-oncles, Jean Vadarasse, marin de son métier, « qui avait été mangé par les Caraïbes - ce dont elle était très fière ». Après le vol du coffre-fort, et sur la demande de son père, Jean étudie sur son Atlas le trajet pour regagner l'Europe à pied. Grâce aux livres qui composent la petite bibliothèque familiale, il connait bien les us et coutumes des régions à traverser et rassure sa mère, un peu effrayée par l'ampleur du projet. 
Les Cascabel ayant sauvé le comte Serge Narkine qui a failli périr sous les coups d'une bande de brigands, Jean s'attache à cet homme cultivé et parfait son éducation à son contact. C'est un sentiment tout autre qu'il éprouve pour la jeune Indienne, Kayette. Lors de la débâcle des glaces dans le détroit de Behring, elle se retrouve isolée sur un glaçon flottant. N'écoutant que son cœur, Jean réussit à la rejoindre et les deux adolescents dériveront jusqu'aux îles Liakhoff où ils seront faits prisonniers par la tribu de Tchou-Tchouk. Le reste de la troupe, elle aussi retenue dans cette geôle, aura au moins la satisfaction d'être à nouveau réunie. Après bien des aventures et à l'arrivée en Russie, le comte ayant décidé d'adopter Kayette, Jean est fou de douleur de savoir que la jeune Indienne restera à Perm. Mais l'ancien exilé politique a été amnistié et, ayant reconnu les liens qui unissent les jeunes gens, il décide de les marier. Le comte Narkine gardera près de lui Jean et l'attachera à sa personne.  

### Citations
- « Malgré l'impatience générale, Jean et Kayette ne trouvaient pas que les jours fussent longs à passer. Jean continuait à instruire Kayette. Déjà elle comprenait et parlait le français avec facilité. Entre eux, il n'y avait plus de difficultés pour s'entendre. Et puis, Kayette se sentait si heureuse au milieu de cette famille, si heureuse près de Jean qui l'entourait de tant de soins! Décidément, il aurait fallu que M. et Mme Cascabel eussent été aveugles pour ne point reconnaître quel sentiment elle inspirait à leur fils. Aussi commençaient-ils à s'en inquiéter. Ils savaient ce qu'était M. Serge, et ce que serait un jour Kayette. Ce n'était plus la pauvre Indienne, qui allait mendier à Sitka quelque place de servante, c'était la fille adoptive du comte Narkine. Et Jean se préparait de grands chagrins pour l'avenir! »[2]

## Alexandre Cascabel (dit Sandre)

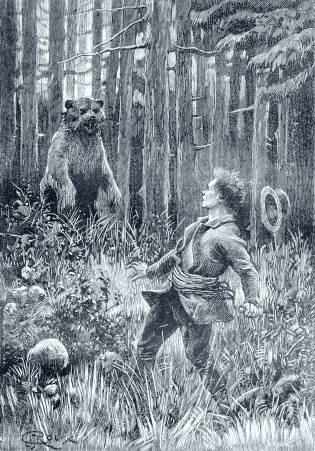
Sandre face à face avec l'ours.

Alexandre, le fils cadet de la famille, âgé de douze ans, est bien le « produit logique de l'union des Cascabel ». Jules Verne en trace ce portrait : « Douze ans, leste comme un  chat, adroit comme un singe, vif comme une anguille, un petit clown haut de trois pieds six pouces, venu au monde en faisant le saut périlleux - à en croire son père -, un vrai gamin par ses espiègleries et ses farces, prompt à la répartie, mais une bonne nature, méritant parfois des taloches et riant quand il les recevait, car elles n'étaient jamais bien méchantes ».
Le garçon fut prénommé Alexandre (Sandre comme diminutif affectueux), mais son père avait d'abord songé à Amilcar, Attila ou Annibal.
Justement, son espièglerie l'entraîne parfois sur des chemins dangereux, comme le jour où il s'aventure sur l'autre rive d'un cours d'eau. Sandre, furetant, découvre un caillou qui brille au soleil et qu'il prend sur le champ pour une pépite. L'ayant ramassé et enfoui dans sa poche, il se prépare à regagner la Belle Roulotte, lorsqu'un ours gigantesque se dresse devant lui et se met en devoir de le poursuivre. Sandre, acculé vers la berge de la rivière, réussit à se sortir de cette situation périlleuse grâce à son agilité. Il décide de cacher son « trésor » dans la roulotte et de l'offrir plus tard à ses parents, le moment venu. À l'arrivée en Russie, c'est en fait au comte Narkine qu'il montre sa trouvaille. Après l'avoir examiné, ce dernier décide de l'acheter vingt mille roubles et d'en gratifier les Cascabel. Mais on ne saura jamais si c'était une pépite ou un simple caillou.

## Napoleone Cascabel

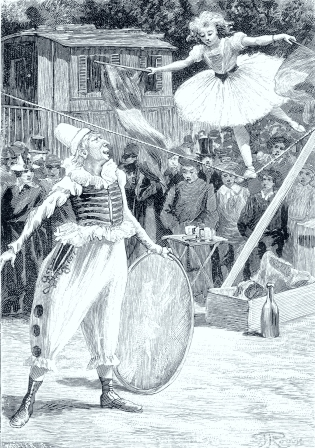
Napoleone dans son numéro, sous les yeux de Clou-de-Girofle (Ned Hartley).

La dernière née de la famille, après avoir failli s'appeler Hersilla, reçut comme nom de baptême, par autorité paternelle, celui de Napoleone, ce qui engendre parfois des mésaventures, notamment au moment de la rencontre avec le baronnet anglais, Sir Edward Turner. Âgée de huit ans, lorsque le roman débute, gentille fillette rose et blonde, elle promet de devenir une ravissante adolescente. 
Sa mère s'est mis dans l'idée de la voir épouser plus tard un prince, charmant de préférence. Ce qui amène cette sentence définitive de César Cascabel : « Hélas ! Cornélia, le temps n'est plus où les rois épousaient des bergères, et, d'ailleurs, aujourd'hui, je ne sais si les bergères consentiraient à épouser des rois ! ». Napoleone, vive, très gracieuse et adroite, se montre fort habile dans son numéro de funambule ou plutôt de fil-de-fériste, et la fillette ne se départait pas de sa légèreté lorsqu'elle trônait tout en haut de la pyramide humaine formée par les autres membres de la famille.
Étant adorable, elle était l'enfant gâté de tous, et on lui pardonnait volontiers, sinon ses caprices, du moins ses étourderies. D'ailleurs, elle s'est fait une promesse : aller embrasser le souverain de toutes les Russies, si jamais la famille se produisait devant lui.